# Зіпойт III
Зіпойт III (*д/н — 220 до н. е.) — цар Віфінії у 255 до н. е.—254 до н. е. роках.

## Життєпис
Був сином Нікомеда I, царя Віфінії, від його другої дружини Етазети. У 255 році до н. е. після смерті батька став наступним царем. Втім через малий вік владу перебрала його мати.
У 254 році до н. е. після тривалої боротьби Етазета та Зіпойт III зазнали поразки від Зіела, зведеного брата останнього. Разом з матір'ю та молодшим братом вимушений був тікати до Македонії. Тут перебував значну частину життя.
У 220 році до н. е. македонський цар Філіп V вирішив підтримати Зіпойта проти його небожа Прусія I, але по дорозі до Візантія Зіпойт раптово помер.